# جمهورلو (صائم بی‌لی)
جمهورلو (به ترکی استانبولی: Cumhurlu) یک منطقهٔ مسکونی در ترکیه است که در صائم‌بیلی واقع شده‌است.